# Guy de Larigaudie

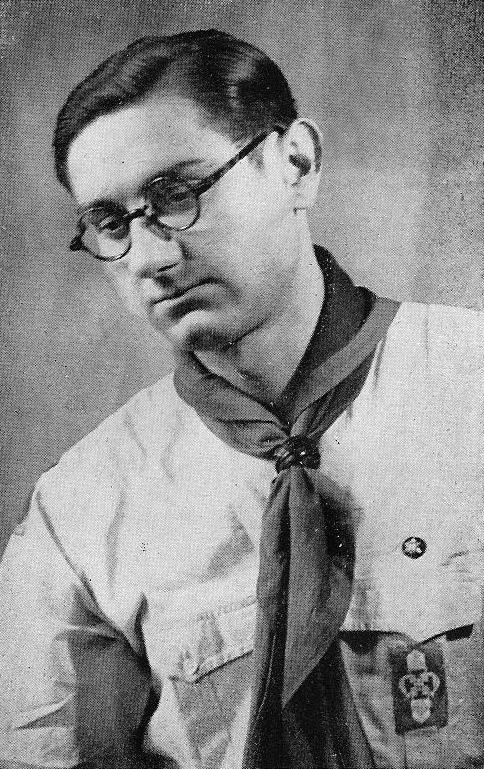
Guy de Larigaudie

Guy de Larigaudie (Paris, 18 de janeiro de 1908 – Virton, 11 de maio de 1940) foi um escritor católico e jornalista francês.